# Villa Regina
Villa Regina ist eine Stadt im Departamento General Roca in Río Negro im südwestlichen Argentinien. Sie ist eine der wichtigsten Städte im Tal des Río Negro.

## Geschichte
Die Stadt wurde in 1924 gegründet. Die ersten Einwohner waren italienische Zuwanderer.

## Wirtschaft
Die Grundlage der städtischen Wirtschaft ist die Kultivierung von Äpfeln und Birnen.

## Bevölkerung
Nach Schätzungen des INDEC stieg die Einwohnerzahl von 24.472 Einwohnern (1991) auf 27.516 Einwohner im Jahre 2001.

## Verkehr
Der wichtigste Verkehrsweg der Stadt ist die Ruta Nacional 22.

## Sehenswürdigkeiten
Die wichtigste Sehenswürdigkeit ist das Denkmal Indio Comahue im Norden der Stadt.

## Persönlichkeiten
- Gustavo Dalsasso (* 1976), argentinisch-chilenischer Fußballspieler